# Ženski spolni hormoni

## Funkcije ženskih spolnih hormona
Osim što u njima dozrijevaju spolne stanice, ovariji imaju i ulogu stvaranja i lučenja ženskih spolnih hormona. Dvije su glavne vrste ženskih spolnih hormona: estrogen i progesteron.
Ženski spolni hormoni nastaju u jajnicima, a razgrađuju se uglavnom u jetri.

## Fiziološki učinci estrogena
Estrogen je bitan za razvoj većeg djela reproduktivnog aparata žene, kao i za njegovo održavanje tijekom života.
- endometrij - estrogeni stimuliraju ponovni rast i obnavljanje sluznice maternice nakon menstrualnog krvarenja.
- miometrij - estrogeni povećavaju masu mišićnog tkiva u maternici.
- grlić maternice - pod djelovanjem estrogena, grlić luči veće količine vodenastog iscjetka.
- dojke - estrogeni potiču rast izvodnih kanala mliječnih žlijezda.
- kosti - estrogeni ubrzavaju sazrijevanje koštanog tkiva, učinkovitije čak i od testosterona. Stoga ženski kostur brže sazrijeva u odnosu na muški, pa žene ostaju niže od muškaraca. Osim toga estrogeni utječu na zadržavanje kalcija i fosfata u organizmu, što ima za posljedicu njihovo odlaganje u koštano tkivo.
- voda i elektroliti - u većim količinama estrogeni uzrokuju zadržavanje natrija i vode u organizmu.

## Fiziološki učinci progesterona
- endometrij - progesteron djeluje na već "pripremljenu" sluznicu na koju je djelovao estrogen tako da ona ima jače izraženu sekretornu funkciju.
- grlić maternice - pod utjecajem progesterona sekret koji je bio vodenast i obilan postaje gust i oskudan.
- miometrij - progesteron smanjuje čestoću pojavljivanja kontrakcija mišićnog sloja maternice. Stoga opravdano nosi nadimak - hormon ˝čuvar trudnoće˝.
- dojke - potiče rast žljezdanog tkiva.
- bubreg - progesteron potiče povećano izlučivanje natrija iz organizma.

## Utjecaj spolnih hormona na ovulaciju
Ovarijski ciklus povezan je s lučenjem spolnih hormona iz jajnika (estrogena i progesterona), čije je lučenje regulirano hormonima iz hipofize -FSH (folikul stimulirajući hormon i LH (luteinizirajući hormon). Na vrhu hijerarhije izlučivanja hormona stoji jedan hormon iz hipotalamusa - Gn-RH, koji različito utječe na lučenje FSH i LH.

### Preovulatorna faza (period prije ovulacije)
pod utjecajem FSH i LH, počinje sazrijevati jajna stanica. Utjecajem FSH i LH u krvi počinje rasti razina progesterona. U fazi menstrualnog ciklusa, prije ovulacije, dominantni gonadotropin je FSH, a dominantni spolni hormoni jesu estrogeni. Zbog dozrijevanja jajne stanice u folikulu i predominantne uloge estrogena ova se faza još naziva i folikularna ili estrogenska faza menstrualnog ciklusa. Koncentracije estrogena dosegnu svoj vrhunac oko 48 sati (oko 2 dana) prije ovulacije. Zanimljivo je kako povećanje estrogen tijekom cijele preovulatorne faze uzrokuje putem povratne sprege smanjivanje koncentracije FSH, dok istovremeno koncentracija LH stalno raste.
Folikularna faza obično traje 14 dana, ali bilo kakva varijabilnost u trajanju menstrualnog ciklusa uzrokovana je promjenjivim trajanjem upravo folikularne faze.
Folikularna faza počinje prvog dana krvarenja, dakle dok se ljušti endometrij, u jajniku već počinje dozrijevati novo jajašce.
Proliferativna faza počinje obnavljanjem sluznice maternice i ona počinje tek nakon što završi menstruacija.

### Ovulatorna faza
Ovulacija se događa 15. dana ciklusa kao odgovor na nagli porast LH 24 sata prije same ovulacije. Ovulacija se odnosi na proces izbacivanja jajne stanice, još u procesu dozrijevanja, iz Graafovog folikula u trbušnu šupljinu, odakle će dospjeti u jajovod gdje će jajna stanica biti oplođena. Mala cistična tvorba iz koje je izašlo jajašce prolazi promjene te se transformira u hormonski aktivnu strukturu tzv. žuto tijelo.

### Postovulatorna faza (faza poslije ovulacije)
nakon što je nastalo pod njegovim utjecajem, LH nastavlja podržavati postojanje žutog tijela. Glavni hormon kojeg izlučuje žuto tijelo jest progesteron. Iz istih razloga postovulatorna faza naziva se još i lutealna ili progesteronska faza. Koncentracija progesterona veće su u usporedbi s estrogenima tijekom cijelog ovulatornog ciklusa. Važno je znati da su koncentracije progesterona u plazmi 1000 puta veće od estrogena. Tijekom postovulatorne faze koncentracija LH počinje padati dok istovremeno bilježimo stalni rast FSH. Ako ne dođe do oplodnje jajašca, žuto tijelo ubrzo počinje propadati.
Progesteron je povezan s povećanjem bazalne temperature za 0.2-0.5°C, što nastupa odmah nakon ovulacije i traje većim dijelom luteinske faze.